# Novoivanovka
Novoivanovka è un comune dell'Azerbaigian situato nel distretto di Gədəbəy. Conta una popolazione di 1 668 abitanti.